# Joseph R. Beyrle
Joseph R. Beyrle (1923 - 2004) được cho là người lính Mỹ duy nhất từng phục vụ trong cả Quân đội liên bang Mỹ và Hồng quân Liên Xô trong Thế chiến II. Ông tham gia vào Mission Albany, cuộc đổ bộ đường không của Sư đoàn 101 Nhảy dù vào ngày 5-6 tháng 6 năm 1944, với tư cách là thành viên của Trung đoàn 506 Bộ binh. Ông bị quân Đức bắt và đưa về phía đông như một tù nhân chiến tranh.
Sau nhiều nỗ lực không thành công, Beyrle đã trốn thoát khỏi Stalag III-C của Đức vào tháng 1 năm 1945 và gia nhập một tiểu đoàn xe tăng Liên Xô dưới sự chỉ huy của thiếu tá Aleksandra Samusenko chỉ huy. Đầu tháng 2 năm 1945, trong một trận ném bom của máy bay Đức vào tiểu đoàn xe tăng, Beyrle bị thương nặng. Được chuyển đến một bệnh viện ở Landsberg an der Warthe (nay là thành phố Gorzow Wielkopolski). Tháng 9 năm 1945, Beyrle trở về Mỹ. Beyrle qua đời năm 2004 và được chôn cất tại Nghĩa trang Quốc gia Arlington.

## Thời niên thiếu
Joseph R. Beyrle sinh sinh ngày 25 tháng 8 năm 1923 tại tại thành phố Muskegon, Michigan, Liên bang Mỹ. Ông là người con trai thứ ba trong số bảy anh chị em, có cha là William Beyrle và mẹ là Elizabeth Beyrle. Tổ tiên bên nội của Beyrle đã di cư từ Bayern, Đức đến Michigan, Mỹ từ những năm 1800. Năm ông lên 6 tuổi, cha ông, một kỹ sư máy, bị sa thải do tác động của cuộc Đại khủng hoảng. Gia đình ông bị mất nhà và buộc phải chuyển đến ở với bà của Beyrle. Hai anh trai của ông đã bỏ học cấp ba và xin vào làm việc tại một khu bảo tồn quốc gia để có tiền lo cho gia đình. Một chị gái của ông cũng đã chết vì sốt phát ban năm 16 tuổi.

## Phục vụ trong Quân đội Mỹ
Sau khi tốt nghiệp trung học, Beyrle được Đại học Notre Dame cấp học bổng nhưng ông từ chối để gia nhập quân đội vì lúc ấy là năm 1942, cuộc đại chiến thế giới đang trong giai đoạn khốc liệt. Bên cạnh đó, Chính phủ Mỹ cũng đã ban bố lệnh tổng động viên. Sau khi nhập ngũ, Beyrle tình nguyện gia nhập binh chủng nhảy dù. Hoàn thành khóa huấn luyện bộ binh kéo dài 9 tháng, Beyrle được thuyên chuyển về Tiểu đoàn 3, Trung đoàn 506, Sư đoàn 101 Nhảy dù. Beyrle được mọi người đặt biệt danh là "Jumpin Joe" vì những cú nhảy hoàn hảo của ông trong sự nghiệp lính nhảy dù.
Thời điểm này, Tiểu đoàn 3 của Beyrle chịu trách nhiệm phá hoại các công trình quân sự phía sau phòng tuyến Đức Quốc xã, đồng thời phối hợp với Lực lượng kháng chiến Nước Pháp Tự do, tiến hành các trận đánh bằng hình thức du kích, tiêu hao sinh lực địch.
Ngày 6 tháng 6 năm 1944, quân Đồng minh đổ bộ lên bờ biển Normandie, Pháp, mở đầu cho chiến dịch Overlord, giải phóng châu Âu; nhưng trước đó, ngày 3-6, chiếc máy bay C-47 chở Beyrle cùng một trung đội lính dù đã cất cánh.
Theo kế hoạch, sau khi xuống đất, họ sẽ đặt mìn phá hoại trạm biến áp ở thành phố Sainte-Marie-du-Mont, phá tuyến đường sắt vận chuyển đạn dược đến những khẩu đại pháo của Đức Quốc xã làm nhiệm vụ phòng thủ bờ biển để dọn đường cho cuộc đổ bộ. Việc phá trạm biến áp sẽ khiến những khẩu pháo ấy trở nên vô dụng vì nếu không có điện, nó không vận hành được. Tuy nhiên, khi còn cách điểm nhảy dù khoảng 6 km, chiếc C-47 bị hai máy bay tiêm kích Đức tấn công. Chỉ trong vài phút, động cơ bên trái trúng đạn bốc cháy. Đối mặt với cái chết, Beyrle buộc phải nhảy dù ở độ cao chỉ khoảng 180m.
Lúc rơi xuống tháp chuông nhà thờ Saint-Côme-du-Mont nằm trong một ngôi làng nhỏ, Beyrle chẳng nhìn thấy bất kỳ một đồng đội nào nhưng điều này không ngăn cản ông tiếp tục thi hành nhiệm vụ. Cởi bỏ bộ quần áo lính dù cùng tất cả những thứ liên quan đến quân đội Mỹ rồi giấu vào một cái ngách trong tháp chuông, Beyrle ngụy trang bằng y phục dân sự đã chuẩn bị từ trước với sơ mi trắng, quần kaki đen, bên ngoài là chiếc áo khoác màu xám có phù hiệu Đoàn Thanh niên Hitler tại Pháp, vai khoác túi chứa chất nổ còn khẩu tiểu liên nòng ngắn, báng gấp, ông kẹp trong nách. Thả bộ được một đoạn, một nông dân Pháp đánh xe ngựa chở rơm cho Beyrle đi nhờ.
Theo tấm bản đồ mà Beyrle đã thuộc lòng thì lúc đến một ngã tư, ông cảm ơn người đánh xe rồi nhảy xuống. Đến tối, nương theo bóng đêm, Beyrle đột nhập vào trạm biến áp. Đặt xong 2 kg thuốc nổ TNT, Beyrle thoát ra. 20 phút sau đó, máy biến thế chính của trạm biến áp nổ tung khiến hơn một nửa thành phố Sainte-Marie-du-Mont mất điện, trong đó có nhiều nhà máy, công xưởng, sản xuất thiết bị phục vụ chiến tranh cho Đức Quốc xã.
Ngày 5-6, một ngày trước cuộc đổ bộ Normandie, Beyrle đặt mìn phá hoại tuyến đường sắt huyết mạch của quân đội Đức, nối giữa xã Bayeux đến bờ biển Guno - là 1 trong 5 địa điểm sẽ diễn ra cuộc đổ bộ của quân Đồng minh. Nhưng lần này, khi khối TNT nổ tung khiến đoàn  tàu trật bánh, ông bị lính Đức bắt.

## Tù binh chiến tranh

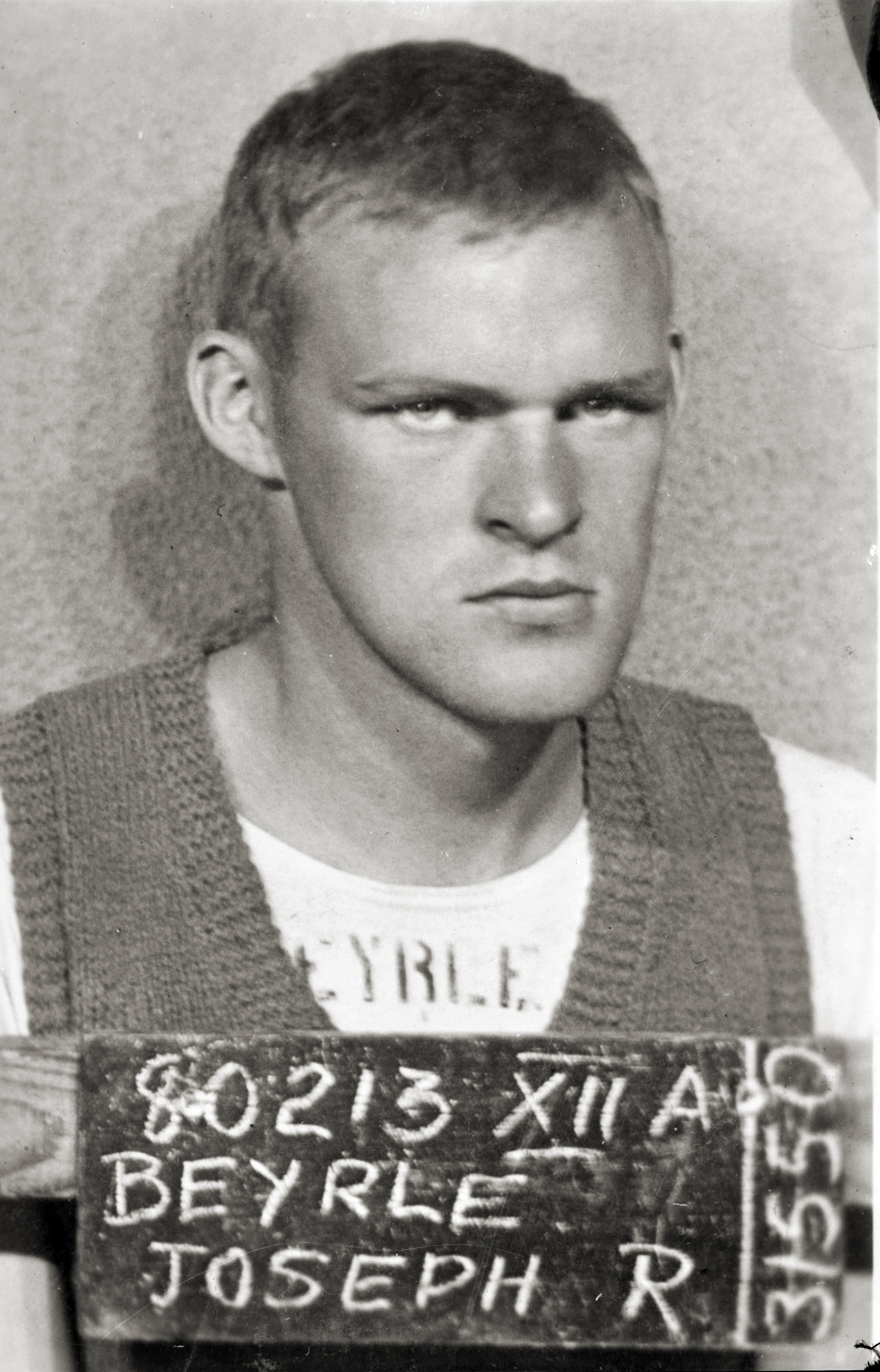
Ảnh của Beyrle lưu trữ trong hồ sơ trại giam Stalag III-C, Đức Quốc xã.

Được phân loại là tù binh cực kỳ nguy hiểm vì ngoài tiếng Anh, Beyrle còn nói thạo tiếng Pháp, tiếng Đức.  Hơn nữa, một lính bắn tỉa Đức Quốc xã khi leo lên tháp chuông nhà thờ Saint Côme du Mont để chọn vị trí đặt súng, đã tìm thấy chiếc dù cùng giấy tờ tùy thân và những vật dụng Beyrle cất giấu nên Cơ quan Mật vụ Đức Quốc xã Gestapo không giam Beyrle chung với những tù binh chiến tranh khác, mà giam riêng ông một nơi.
Trong 7 tháng sau đó, ông bị chuyển đi 7 nhà tù khác nhau và cho dù ở nhà tù nào, Beyrle cũng đều bị Gestapo tra tấn hòng buộc ông phải khai ra những nhiệm vụ bí mật. Không chịu khuất phục, Beyrle từng nghĩ cách trốn thoát khỏi nhà tù ba lần. Lần đầu tiên là khi đoàn xe lửa chở tù nhân bị người Mỹ tấn công ở Normandie. Tận dụng sự hỗn loạn, ông chạy trốn thành công. Nhưng vào ngày hôm sau ông bị bắt trở lại.
Tháng 3 năm 1943, Gestapo chuyển Beyrle đến Berlin, Đức. Tại đây, sau hàng trăm cuộc hỏi cung nhưng không khai thác được gì, Beyrle bị đưa vào trại giam Stalag III-C, nằm gần thị trấn Kostrzyn nad Odrą, Ba Lan. Ở trại này, Beyrle vẫn bị biệt giam và thỉnh thoảng, các sĩ quan Gestapo vẫn lôi ông ra tra khảo mỗi khi họ tìm thêm được một manh mối nào đó.
Vào mùa Thu năm 1944, Beyrle đã đào tẩu một lần nữa. Beyrle rất giỏi chơi xúc xắc và là một người không hút thuốc. Trong trại giam, tù nhân chỉ có thể cá cược bằng thuốc lá vì không ai có tiền. Beyrle đã thắng được đến 40 gói, giúp ông trở thành một 'triệu phú thuốc lá'.
Tận dụng "sự giàu có" này, Beyrle đã thành công trong việc mua chuộc một tay lính gác người Đức. Hắn quay lưng lại giả vờ như không biết gì, trong khi Beyrle và bạn bè của ông trèo qua hàng rào dây thép gai. Do trốn thoát trong sự hỗn loạn, cả nhóm đã đi nhầm chuyến tàu: thay vì đến Warszawa, nơi họ kết nối với lực lượng kháng chiến địa phương, thì lại đến Berlin, rơi vào tay Gestapo.
Gestapo đối xử với ông một cách "khá đặc biệt", vì dòng họ của ông là những người Bayern di cư đến Mỹ. Điều này khiến ông bị coi là một gã người Đức phản bội. Nhưng mọi sự tra tấn đã không thể khiến Beyrle chịu khuất phục. Ông kể lại rằng, trong một lần tỉnh dậy sau cơn đòn đau, người lính Mỹ thấy nhiều người đàn ông mặc áo choàng trắng đứng quanh mình. Beyrle tưởng rằng mình đã chết và lên thiên đường. Nhưng sau đó ông chợt nhận ra rằng mình vẫn còn sống. "Có vẻ như tôi chưa lên thiên đường, vì các thiên thần không nói tiếng Đức". Lần này, ông thoát chết là do quân đội Đức và Gestapo tranh cãi với nhau về việc giam cầm tù nhân. Theo đó, quân đội Đức hiểu rằng chiến tranh đã sắp kết thúc và tù binh giờ đây không còn quan trọng.
Đầu tháng 1 năm 1945, tù nhân trong trại Stalag III-C nghe tiếng đạn pháo binh của Hồng quân Liên Xô mỗi ngày một gần, và sự sợ hãi thể hiện rõ trên mặt nhiều lính Đức. Một lần nữa, Beyrle lại quyết định vượt ngục - lần này ông trốn trong thùng xử lý rác để ra ngoài. Ông đã đào thoát khỏi nhà tù bằng la bàn và tiến về phía tiếng trọng pháo của Liên Xô.

## Phục vụ trong Hồng quân Liên Xô
Sau vài tuần trà trộn trong dòng người dân Đức di tản khỏi thị trấn Kostrzyn nad Odrą, Beyrle gặp một đơn vị xe tăng Liên Xô. Bằng cách giơ ra cái vỏ bao thuốc lá Mỹ Lucky Strike mà ông vẫn còn giữ kể từ khi nhảy dù xuống thành phố Saint-Côme-du-Mont, Beyrle lặp đi lặp lại cụm từ tiếng Nga duy nhất ông học được ở trại giam:"Ya Amerikanskiy tovarisch!, (Tôi là một đồng chí người Mỹ)". Beyrle hy vọng rằng họ sẽ không bắn nhầm mình.
Thoạt đầu, người Nga vẫn chưa tin Beyrle. Ông bị Bộ Dân uỷ Nội vụ thẩm vấn. Thời điểm ấy, một số sĩ quan Mỹ làm nhiệm vụ giám sát việc vận chuyển xe tăng, xe tải, súng đại bác, xăng dầu… mà phía Đồng minh viện trợ cho Liên Xô để mở mặt trận phía Đông, được mời đến. Qua nhiều kênh liên lạc với quân đội Mỹ, các sĩ quan này xác nhận Beyrle là lính biệt kích nhảy dù, mất tích trong chiến dịch chuẩn bị cho cuộc đổ bộ Normandie. Khi nhân thân của Beyrle được xác lập, Hồng quân Liên Xô đồng ý để Beyrle sang Ba Lan gia nhập một đơn vị biệt kích Mỹ, lúc ấy đang yểm trợ cho phong trào kháng chiến Ba Lan Tự do nhưng ông xin ở lại vì theo ông, nơi nào cũng đều có mục đích là đánh đuổi phát xít Đức.
Cuối cùng, Beyrle được chấp thuận gia nhập một tiểu đoàn xe tăng Hồng quân do thiếu tá Aleksandra Samusenko chỉ huy, với vai trò là xạ thủ súng đại liên 12,8mm. Những người lính Hồng quân trong tiểu đoàn đã mô tả về Beyrle như sau: "Can đảm, luôn ngồi trên pháo tháp cho dù đó là lúc bom đạn ác liệt nhất". Trong trận Kostrzyn nad Odrą, khi chiếc xe tăng của Beyrle chạy lạc đội hình, một mình ông với khẩu 12,8mm, đã quét sạch gần 1 đại đội lính Đức khi chúng xông lên, định bắt sống cả người lẫn xe.
Thiếu úy Orlov, trưởng xe nói với phóng viên báo Pravda: "Khi ấy, khẩu đại bác trên xe tăng xem như vô tác dụng vì mục tiêu là những tên lính Đức luôn di động. Nhờ có Beyrle, anh ta bắn ngăn chặn từ xa nên lính Đức không thể tiếp cận chúng tôi để tiêu diệt chúng tôi bằng súng chống tăng. Lúc những xe tăng khác trong tiểu đoàn đến giải vây, chúng tôi đếm được 51 xác lính Đức".
Cuối tháng 1 năm 1945, đơn vị của Beyrle giải phóng trại giam Stalag III-C, nơi ông đã trốn thoát trước đó. Đầu tháng 2, trong một trận ném bom của máy bay Đức vào tiểu đoàn xe tăng, Beyrle bị thương nặng. Được chuyển đến một bệnh viện quân đội ở Landsberg an der Warthe (nay là thành phố Gorzów Wielkopolski), Ba Lan, Beyrle phải trải qua 3 cuộc phẫu thuật và may mắn là ông đã qua khỏi.
Đầu tháng 4 năm 1945, khi nguyên soái Liên Xô Georgy Zhukov hay tin có một binh sĩ không phải người Liên Xô đang dưỡng thương trong bệnh viện quân đội ở Landsberg an der Warthe, ông đã đến thăm Joseph Beyrle. Trong cuộc trò chuyện và lúc biết Đức quốc xã sắp bại trận, Beyrle nhờ Nguyên soái Zhukov giúp cho ông được trở về Mỹ. Rất nhanh chóng, Zhukov chỉ thị cho Tư lệnh Sư đoàn xe tăng thuộc Tập đoàn quân số 6 cấp cho Beyrle một hồ sơ, chứng thực nhân thân của ông và những gì ông đã làm trong hàng ngũ Hồng quân.

## Về nhà
Được cho đi nhờ một đoàn xe tải, Beyrle đến Moskva. Lúc tới nơi, việc đầu tiên của Beyrle là vào trình diện Đại sứ quán Mỹ. Ở đó, ông mới biết là ngày 10 tháng 6 năm 1944, quân đội Mỹ đã chính thức ghi tên ông vào danh sách những người tử trận ở Normandie. Tại thành phố Muskegon, quê nhà Beyrle, một buổi lễ cầu hồn cho ông đã được tổ chức, còn trên một tờ báo địa phương, tên ông cũng đã in trong bản cáo phó.
Và mặc dù Beyrle có hồ sơ chứng thực của Hồng quân Liên Xô nhưng ông vẫn phải trải qua giai đoạn kiểm tra vì người Mỹ nghi ông là gián điệp Đức Quốc xã. Khi mọi việc hoàn tất, Beyrle trở về nhà ở Michigan vào ngày 21 tháng 4 năm 1945. Tháng 9 năm 1945, tại Washington D.C, ông được Bộ Chiến tranh tặng thưởng Huân chương Trái Tim tím.
Sau khi trở về quê hương, người lính từng chiến đấu cho cả Mỹ và Liên Xô đã sống một cuộc đời bình lặng. Ông kết hôn với bà Joanne Hollowell vào năm 1946 và làm việc trong 28 năm tại Tập đoàn Brunswick cho đến lúc nghỉ hưu.
Ông đã trở lại thăm Moscow 5 lần nữa, nơi ông vẫn giữ lại những hồi ức đẹp nhất về đất nước, con người Liên Xô. Các con của ông đều nhớ rất rõ Beyrle thích kiều mạch đến thế nào (giống như người Nga thích yến mạch) hay ông nâng cốc "chúc sức khỏe" của Stalin và Roosevelt với những người bạn Nga bằng rượu vodka.
Năm 1994, Beyrle được mời tham dự một buổi lễ long trọng kỷ niệm 50 năm ngày Hồng quân Liên Xô mở mặt trận thứ hai ở châu Âu, tổ chức tại Nhà Trắng, Washington D.C. Cả Tổng thống Mỹ Bill Clinton và Tổng thống Nga Boris Yeltsin đều có mặt. Tháng 6 năm 2004, một lần nữa Beyrle lại được mời đến Moscow để tham gia lễ diễu binh mừng chiến thắng phát xít Đức.

## Qua đời và di sản
Joseph Beyrle chết trong giấc ngủ vì bệnh suy tim vào ngày 12 tháng 12 năm 2004, thọ 81 tuổi, khi đang tới thăm căn cứ huấn luyện Toccoa, bang Georgia, nơi ông được huấn luyện để trở thành lính dù năm 1942. Ông được chôn cất tại Nghĩa trang Quốc gia Arlington vào tháng 4 năm 2005. Beyrle và vợ Joanne có một cô con gái, Julie Beyrle, hai con trai và bảy người cháu. Con trai cả, Joeph Beyrle II, phục vụ trong Sư đoàn 101 Nhảy dù trong Chiến tranh Việt Nam. Con trai thứ của ông, John Beyrle, cũng là một người gắn bó với nước Nga sau này. Ông chính là đại sứ Mỹ tại Liên bang Nga từ năm 2008 đến năm 2012.
Khi nhìn vào bức ảnh cha mình chụp trên chiếc máy bay C-47 trước lúc nhảy dù xuống nước Pháp, John Beyrle nói: "Tôi từng hỏi cha tôi nghĩ gì lúc chụp bức ảnh này thì ông trả lời: Cha chỉ nghĩ rằng cha đang cùng các đồng đội làm một điều gì đó cho đất nước…".
Tháng 9 năm 2002, nhà báo Thomas Taylor xuất bản cuốn sách "The Simple Sounds of Freedom - Những thanh âm giản đơn của tự do", viết về cuộc đời của Beyrle. Năm 2005 trên bức tường nhà thờ Saint-Côme-du-Mont, nơi Beyrle nhảy dù xuống ngày 6 tháng 6 năm 1944, một tấm bia tưởng niệm đã được dựng. Cùng năm đó, phía Nga phát hành bộ phim tài liệu bằng tiếng Nga "Người lính Mỹ trong quân đội Liên Xô" rồi đến năm 2007, phiên bản tiếng Anh được sửa lại tựa đề "Joseph and His Brothers in Arms - Josheph và những đồng đội trong chiến trận" cũng được phát hành.
Năm 2010, Moscow và ba thành phố khác của Nga đã dựng nhà lưu niệm, trưng bày những di vật của Beyrle trong cả hai giai đoạn lính dù Mỹ và xạ thủ súng máy Hồng quân Liên Xô. Năm 2011, ba nhà lưu niệm khác cũng được dựng ở thành phố New Orleans, bang Mississipi, Toccoa, bang Georgia và Muskegon, bang Michigan, quê hương của Beyrle. Đến năm 2012, người Pháp dựng thêm một nhà lưu niệm Beyrle tại bãi biển Omaha, Normandie nơi đã diễn ra cuộc đổ bộ vào ngày 6-6-1944.

## Huân chương và huy hiệu
| | Huy hiệu Chiến đấu Bộ binh                  |
| | Ngôi sao Đồng                               |
| Bronze oak leaf cluster · Bronze oak leaf cluster · Bronze oak leaf cluster · Bronze oak leaf cluster | Huân chương Trái tim Tím                    |
| | Huân chương Chiến công                      |
| | Huân chương Ứng xử quân sự                  |
| | Huy chương Chiến dịch Mỹ                    |
| Arrowhead · Bronze star · Bronze star                                                                 | Huy chương Chiến dịch Âu-Phi-Trung Đông     |
| | Huân chương Chiến thắng Thế chiến II        |
| | Huân chương Croix de Guerre (Pháp)          |
| | Huân chương Cờ Đỏ                           |
| | Huy chương "Vì Sự nghiệp giải phóng Warsaw" |